# Sellacoxa
Sellacoxa – rodzaj ornitopoda z grupy iguanodonów (Iguanodontia) żyjącego we wczesnej kredzie (wczesny walanżyn) na terenach dzisiejszej Europy. Gatunkiem typowym jest S. pauli, którego holotypem jest odkryty w angielskim hrabstwie East Sussex okaz oznaczony BMNH R 3788 z zachowaną prawą kością biodrową, kością łonową, kością kulszową oraz tylnymi kręgami grzbietowymi i kręgami krzyżowymi. Pierwotnie okaz uznawano za reprezentujący gatunek Iguanodon dawsoni (obecnie zaliczany do odrębnego rodzaju Barilium); jednak Carpenter i Ishida (2010) stwierdzili, że kości tego okazu na tyle różni się budową od odpowiadających im kości innych przedstawicieli kladu Iguanodontia, że uzasadnia to zaliczenie go do odrębnego gatunku i rodzaju; autorzy zaproponowali dla niego nazwę Sellacoxa pauli. Szczególnie charakterystyczna jest budowa kości biodrowej, przypominającej kształtem siodło, z wcięciem między wydatnymi wyrostkami u podstawy wyrostka przedpanewkowego i wyrostka zapanewkowego. Z wnioskiem Carpentera i Ishidy nie zgodził się jednak Norman (2011), który uznał S. pauli za młodszy synonim Barilium dawsoni.
Nazwa rodzajowa pochodzi od łacińskich słów sella ("siodło") i coxa ("biodro"). Epitet gatunkowy honoruje amerykańskiego paleontologa Gregory'ego Paula.